# Palt
Palt er en svensk madret, som er en del af den traditionelle svenske husmandskost, primært i Norrland. 
I det nordlige Sverige laves palt af rå, malede (eller finrevne) kartofler eller gulerødder, der blandes med mel og salt til en nogenlunde fast masse. Af denne masse formes runde boller (palterne) som oftest fyldes med svinekød, men også andet fyld anvendes. Palterne koges i rigeligt saltet vand. Palt uden fyld kaldes flatpalt. Palt fremstilles oftest alene af hvedemel (og da ofte benævnt pitepalt), men blandinger af hvede- og rugmel m.v. forekommer ofte i Västerbotten, og benævnes grå palt. Der forefindes således en række forskellige opskrifter og variationer af palt. 
Palt spises oftest med smør og tyttebærsyltetøj, men serveres også med kødfars og flæsk som tilbehør. 
I det sydlige Sverige har palt oftere betydning som paltbrød, der er en ret bestående af bagt blod eller andre retter baseret på blod og groft mel.

## Eksterne links
- Paltakademiet, det officielle akademi for palt Arkiveret 25. september 2020 hos  Wayback Machine
- Paltens historie og opskrifter Arkiveret 19. februar 2011 hos  Wayback Machine